# 阿劳卡河
阿劳卡河位于哥伦比亚和委内瑞拉境内，发源于安第斯山脉，最终注入奥里诺科河，全长1050公里。